# 156. pehotni polk (Italija)
156. pehotni polk Alessandria (izvirno italijansko 156º Reggimento fanteria) je bil pehotni polk Kraljeve italijanske kopenske vojske.

## Zgodovina
Med prvo svetovno vojno je bil polk nastanjen na soški fronti.